# Portel (Portugal)
Portel ist eine  Kleinstadt (Vila) und ein Kreis (Concelho) in Portugal mit 2411 Einwohnern (Stand 19. April 2021).

## Geschichte
Die menschliche Besiedlung der Gegend um Portel geht auf die Bronzezeit zurück. Dies beweisen überall hinterlassene Megalithmonumente und der aus einem Schatzfund stammende goldene Ring von Portel.

An den Ausgrabungen von Mosteiros ist einer der wenigen Funde von Bauten des Westgotenreichs aus dem frühen 7. Jahrhundert zu sehen. Der Ort existierte auch unter maurischer Herrschaft ab 704. Nach der Reconquista wurde die Burg von Portel unter dem portugiesischen König Dinis (1279–1325) erbaut. Danach übernahm das Königshaus der Bragança die Burg und die Herrschaft über den Ort. In den Jahren 1509 bis 1520 wurde daraufhin die Konstruktion der Burg erneuert durch den Architekten Francisco de Arruda, der für den Duque de Bragança arbeitete.

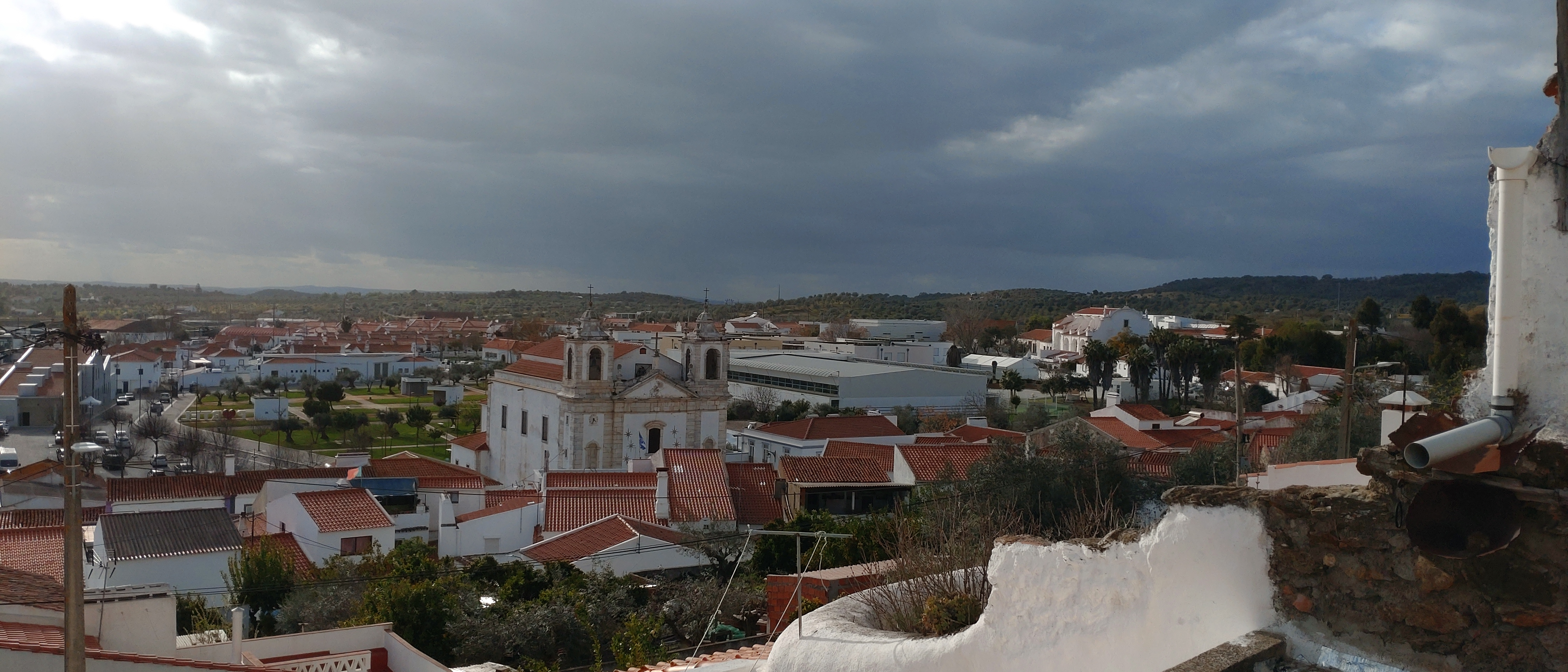
Blick auf Portel vom Burgberg aus
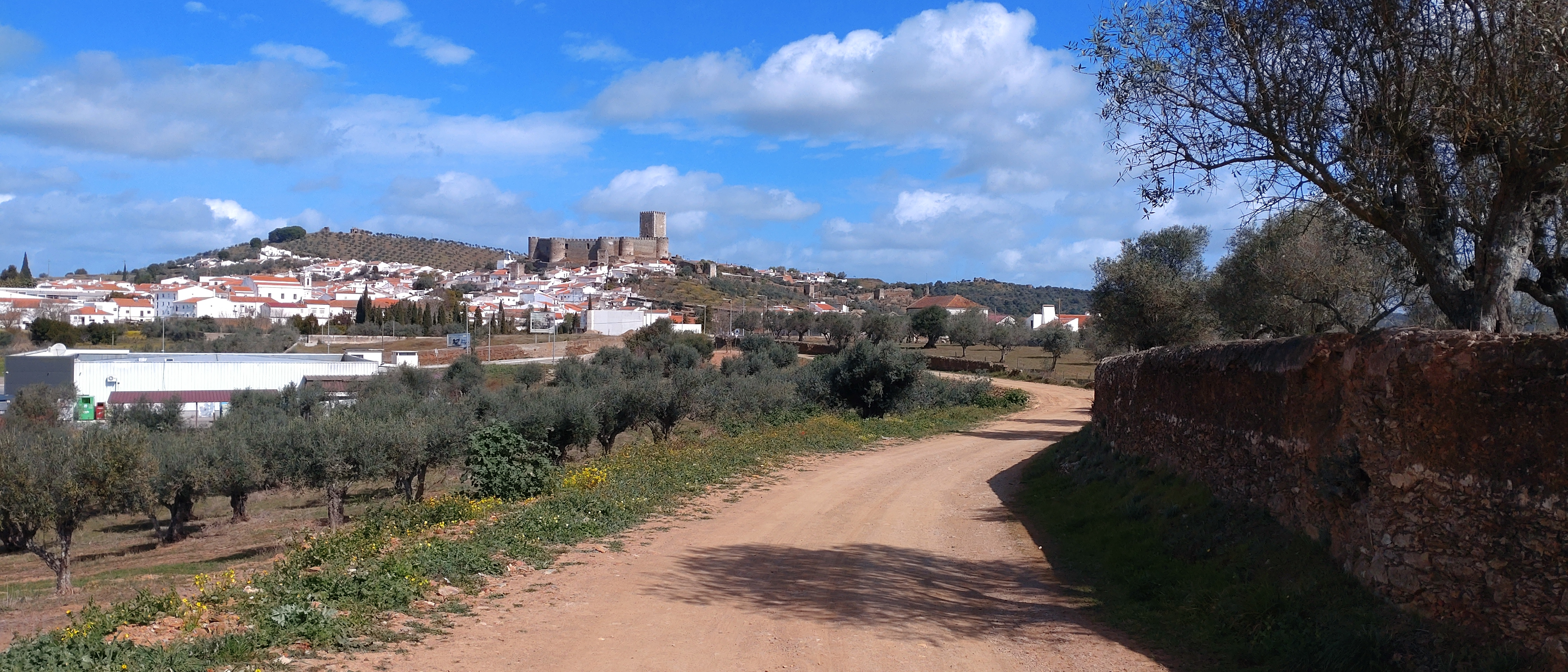
Blick auf Portel und die Burg vom Convento dos Capuchos de São Francisco
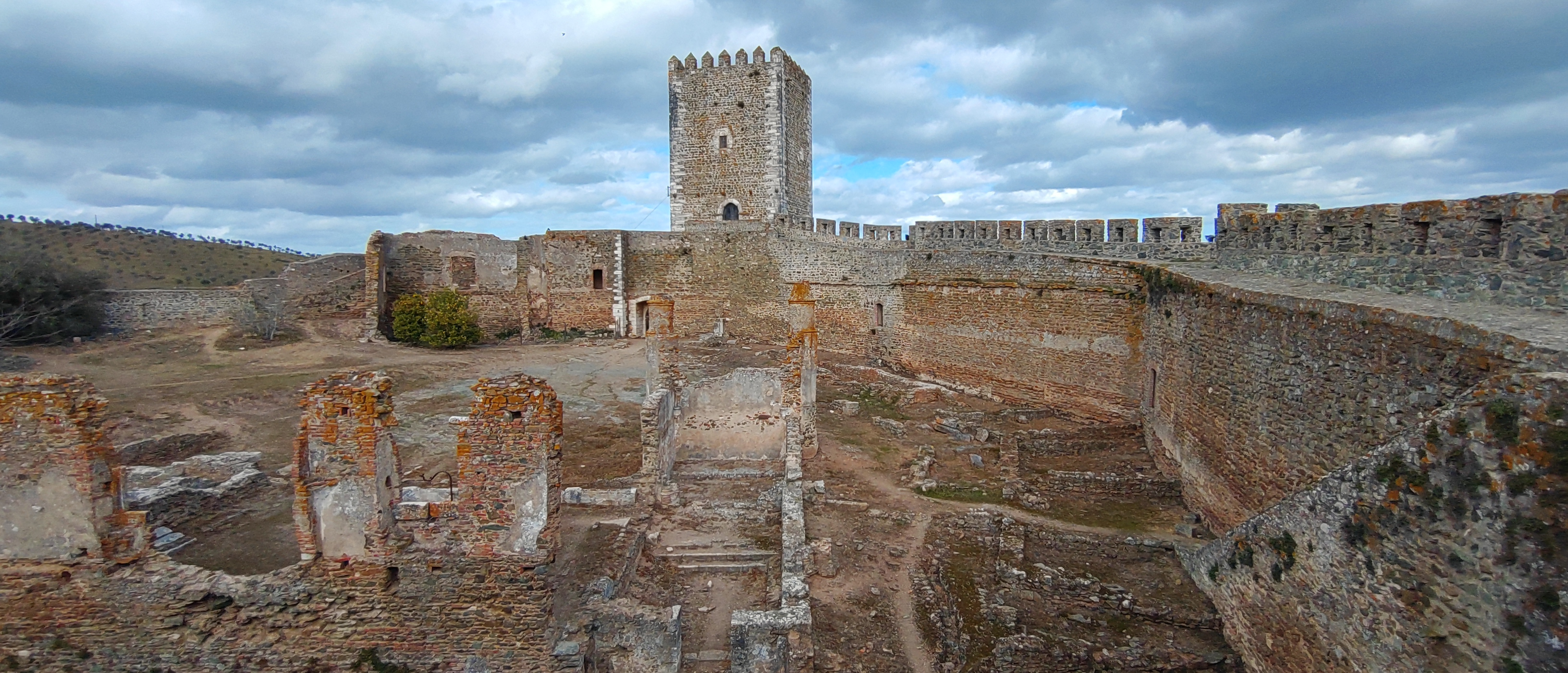
Innenhof der Burg (Eingang am Turm in der Bildmitte)
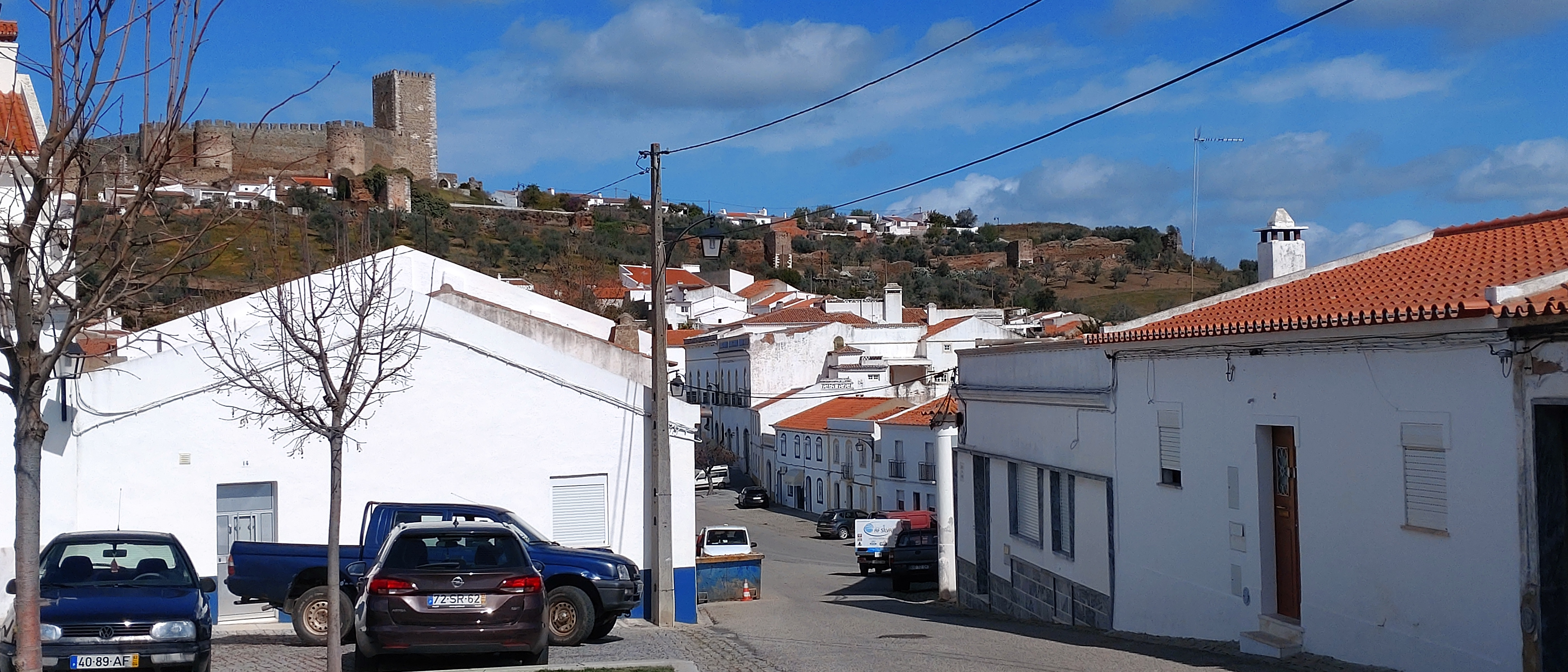
Typische Straßenszenarie
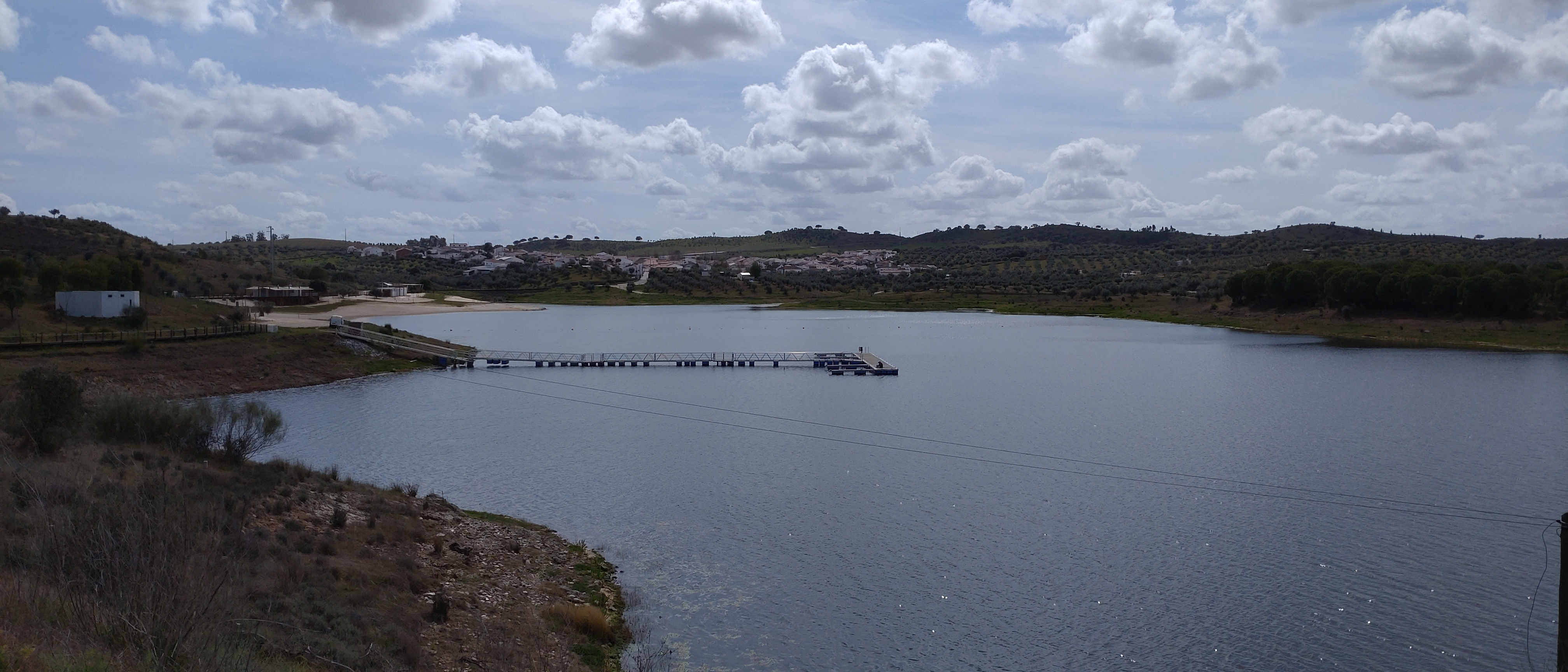
Badestrand und Marina in Amieira (Portel) am Alqueva-Stausee 14 km östlich vom Stadtzentrum Portel

## Verwaltung

### Kreis
Portel ist Sitz eines gleichnamigen Kreises. Die Nachbarkreise sind (im Uhrzeigersinn im Norden beginnend): Évora, Reguengos de Monsaraz, Moura, Vidigueira, Cuba sowie Viana do Alentejo.
Mit der Gebietsreform im September 2013 wurden mehrere Gemeinden zu neuen Gemeinden zusammengefasst, sodass sich die Zahl der Gemeinden von zuvor acht auf sechs verringerte.
Die folgenden Gemeinden (Freguesias) liegen im Kreis Portel:

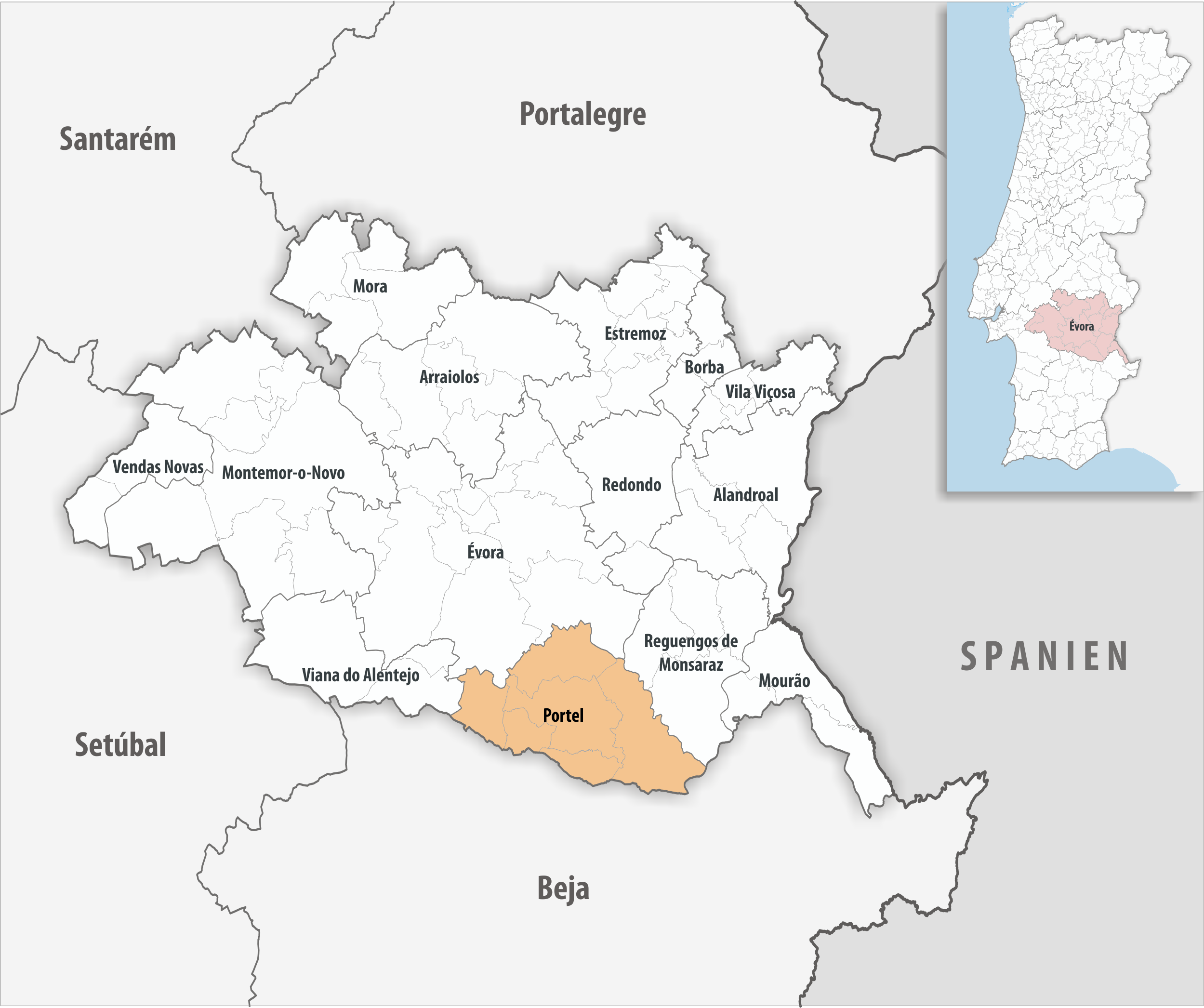
Kreis Portel

| Gemeinde                           | Einwohner (2021) | Fläche km² | Dichte Einw./km² | LAU- Code |
| ---------------------------------- | ---------------- | ---------- | ---------------- | --------- |
| Amieira e Alqueva                  | 531              | 177,14     | 3                | 070909    |
| Monte do Trigo                     | 1.149            | 107,11     | 11               | 070903    |
| Portel                             | 2.411            | 156,44     | 15               | 070905    |
| Santana                            | 474              | 41,95      | 11               | 070906    |
| São Bartolomeu do Outeiro e Oriola | 804              | 73,74      | 11               | 070910    |
| Vera Cruz                          | 378              | 44,62      | 8                | 070908    |
| Kreis Portel (Portugal)            | 5.747            | 601,00     | 10               | 0709      |

### Bevölkerungsentwicklung
| Einwohnerzahl im Kreis Portel (1801–2011) | Einwohnerzahl im Kreis Portel (1801–2011) | Einwohnerzahl im Kreis Portel (1801–2011) | Einwohnerzahl im Kreis Portel (1801–2011) | Einwohnerzahl im Kreis Portel (1801–2011) | Einwohnerzahl im Kreis Portel (1801–2011) | Einwohnerzahl im Kreis Portel (1801–2011) | Einwohnerzahl im Kreis Portel (1801–2011) | Einwohnerzahl im Kreis Portel (1801–2011) | Einwohnerzahl im Kreis Portel (1801–2011) |
| ----------------------------------------- | ----------------------------------------- | ----------------------------------------- | ----------------------------------------- | ----------------------------------------- | ----------------------------------------- | ----------------------------------------- | ----------------------------------------- | ----------------------------------------- | ----------------------------------------- |
| 1801                                      | 1849                                      | 1900                                      | 1930                                      | 1960                                      | 1981                                      | 1991                                      | 2001                                      | 2011                                      |                                           |
| 4.698                                     | 5.673                                     | 8.095                                     | 10.491                                    | 11.627                                    | 8.306                                     | 7.525                                     | 7.109                                     | 6.428                                     |                                           |